# Esternalizzazione
L'esternalizzazione, anche detta outsourcing (parola inglese traducibile letteralmente come "approvvigionamento esterno"), è in economia e organizzazione aziendale, l'insieme delle pratiche adottate dalle imprese o dagli enti pubblici di ricorrere ad altre imprese per lo svolgimento di alcune fasi del proprio processo produttivo o fasi dei processi di supporto.
Il processo opposto è l'internalizzazione. Il ritorno delle fasi del processo produttivo all'interno dell'azienda è chiamato backsourcing.

## Storia
Benché aziende specializzate nella fornitura di servizi produttivi alle imprese esistano sin dai primi anni '60 del XX secolo come sottolineato da Van Mieghem (1999), il termine outsourcing venne usato per la prima volta solo nel 1982.
Come spesso accade nella teoria economica, specialmente quella legata al ramo aziendalistico, negli anni novanta il termine divenne di colpo molto popolare tra i manager.

## Il significato del termine
Nonostante il termine outsourcing sia conosciuto, il suo significato non è univoco.
Alcuni economisti lo utilizzano per indicare il caso speciale in cui il committente (in inglese outsourcer) dipende totalmente dal fornitore (in inglese outsourcee) per l'approvvigionamento, perché non è, o non è più, in grado di svolgere da solo l'attività oggetto di contrattazione. Essi distinguono quindi questo caso da quello più generale di appalto o di subfornitura (subcontracting), in cui al contrario il subappaltante rimane in grado di svolgere con mezzi propri l'attività oggetto del contratto (cfr. ad es. Van Mieghem, 1999).
Altri utilizzano il termine outsourcing per riferirsi a quelle situazioni in cui un'impresa instaura una relazione bilaterale con un'altra impresa per lo svolgimento di attività che richiedono asset specifici, e dunque infungibili. In questo caso la discriminante non è il possesso di requisiti del committente, ma la natura degli investimenti necessari allo svolgimento delle attività esternalizzate (cfr. ad es. Grossman and Helpman, 2005; Leimbach, 2005).
In entrambi i casi comunque, il termine implica una qualche forma di stabilità del rapporto di "collaborazione" tra l'impresa e il terzista.
Altre volte il termine, in italiano o in inglese, è utilizzato in modo più generico per riferirsi a qualsiasi decisione di ricorso al mercato per l'approvvigionamento di beni intermedi e/o servizi alla produzione. Quando inteso in tal senso, l'esternalizzazione è misurata dal rapporto tra il valore dei beni intermedi e il valore totale della produzione dell'impresa (cfr. ad es. Strassman, 2004; Yu, 2005).
In ogni caso, alcuni fanno notare come l'aspetto veramente nuovo dell'esternalizzazione non sia il generico ricorso al mercato per l'approvvigionamento di beni intermedi, ma il fatto che il peso di questi nella catena del valore delle imprese stia crescendo significativamente (cfr. ad es. Lin and Tsai, 2005).
Nella gestione della qualità secondo il modello ISO 9001 è considerato outsourcing il processo (di realizzazione del prodotto) affidato all'esterno ma che potrebbe essere svolto (oppure è svolto parzialmente) all'interno avendone il know-how. Negli altri casi si tratta di acquisto di un servizio/lavorazione e non di affidamento all'esterno: questa è una distinzione importante non solo per gli aspetti legali/contrattuali ma soprattutto di carattere operativo. In pratica: far realizzare i propri prodotti a fornitori (o far erogare i propri servizi) è outsourcing invece acquisire lavorazioni/processi che non rientrano tra le proprie attività caratteristiche è un acquisto.
Si noti che "fuori dell'organizzazione" non significa "fuori dalla sede" (edificio, stabilimento, ufficio, deposito): affidare ad un fornitore lo svolgimento di un'attività svolta comunque all'interno (ad esempio un processo produttivo, il servizio di portineria o la gestione IT) è sempre outsourcing.

### L'esternalizzazione di servizi
Alcuni economisti usano la parola esternalizzazione esclusivamente con riferimento alle pratiche di esternalizzazione dei servizi alla produzione (in inglese business services o producer services) (cfr. ad es. Domberger, 1998), il cosiddetto service contracting-out.
Il crescente ricorso al mercato per lo svolgimento di servizi collaterali alla produzione e alla vendita e sviluppo prodotto (si pensi alla gestione del personale, all'amministrazione e finanza, ai servizi informatici, alla manutenzione, alla logistica, alle pulizie, alla portineria, alla mensa, agli affari legali, alla sicurezza e qualità, alla strategia, al marketing, alla pubblicità e comunicazione, alle ricerche di finanziamenti, ai progetti di delocalizzazione, ecc.) è visto così come l'elemento nuovo caratterizzante la strategia seguita dalle imprese, sia pubbliche che private, nell'ultimo decennio.
Un'impresa o un ente della PA ha processi principali (ovvero quelli connessi direttamente alla realizzazione del prodotto o erogazione del servizio) e processi di supporto. Negli ultimi decenni si è assistito ad un rapido incremento delle quote di outsourcing anche di attività (se non, addirittura, l'intero processo) rientranti nelle aree di supporto (vedi elenco, non esaustivo, sopra), a fianco del tradizionale affidamento di fasi/processi produttivi. Il mercato della consulenza aziendale è stato quello che si è fatto carico del fenomeno dell'affidamento all'esterno di attività e incombenze di carattere gestionale-amministrativo. Ma anche le associazioni di categoria hanno assorbito elevate quote di questo genere di domanda da parte delle aziende.

### L'esternalizzazione internazionale
A volte gli economisti usano il termine esternalizzazione riferendosi alla dimensione internazionale (in inglese international o foreign outsourcing), anche in questo caso in modo non univoco.
Per alcuni l'esternalizzazione internazionale indica le partnership internazionali (cfr. ad es. Van Long, 2005), assumendo così un livello minimo di durabilità della relazione tra le parti.
Altri utilizzano il termine con riguardo alle generiche decisioni di ricorso ai mercati internazionali, quindi ad imprese straniere, per l'approvvigionamento di beni e servizi intermedi (Campa and Goldberg, 1997; Feenstra and Hanson, 1999).
Qualcun altro infine usa il termine con riferimento esclusivamente all'esternalizzazione internazionale di servizi (cfr. ad es. Amiti and Wei, 2004; Bhagwati, Panagariya, and Srinivasan, 2004).

### Esternalizzazione internazionale e delocalizzazione
Si parla a volte di outsourcing internazionale utilizzandolo come sinonimo di delocalizzazione, tuttavia i due concetti andrebbero tenuti distinti.
La delocalizzazione (offshoring) si riferisce all'organizzazione internazionale della produzione. In particolare, si vuole fare riferimento alla crescente specializzazione verticale delle economie nazionali derivata dal commercio internazionale: parte del processo produttivo viene riallocato dall'impresa oltre i confini nazionali, spesso in cerca dei vantaggi derivanti dallo sfruttamento della manodopera a basso costo o della legislazione più permissiva in materia di tutela ambientale dei paesi in via di sviluppo oppure infine dal trattamento fiscale agevolato verso gli investimenti stranieri. Da questo tuttavia non deriva necessariamente l'esternalizzazione della fase del processo, perché lo stesso può rimanere entro i confini dell'impresa, laddove svolto da una sua filiale estera o comunque da un'impresa che fa parte dello stesso gruppo. L'attività produttiva fuoriesce dunque dai confini nazionali, ma non necessariamente da quelli dell'impresa.
Nell'esternalizzazione internazionale, al contrario, per la produzione del bene o la fornitura del servizio ci si rivolge ad un'altra impresa che opera fuori dai confini nazionali. In questo senso l'attività produttiva fuoriesce sia dai confini nazionali che da quelli dell'impresa.

## La teoria
Spinti dall'evidenza empirica circa la crescente diffusione delle pratiche di esternalizzazione, sin dai primi anni ottanta gli economisti si sono interrogati sulle ragioni che spingono le imprese a ricorrere all'esternalizzazione.

### Esternalizzazione e teoria dell'impresa
In una prospettiva microeconomica, il problema può essere visto come un nuovo modo di guardare al vecchio problema posto da Ronald H. Coase (1937) circa le determinanti dei confini dell'impresa. In altre parole, si tratta di individuare i fattori che giocano un ruolo nella decisione di produzione interna o ricorso al mercato, la Make or buy question.
Da questo punto di vista la questione si risolve nell'individuazione di quei fattori il cui cambiamento ha portato a ridisegnare i confini delle imprese.
A tale scopo sono stati utilizzati gli strumenti concettuali sviluppati all'interno della teoria dell'impresa. Così, ad esempio, nell'ambito della teoria dei costi di transazione originariamente proposta da Oliver E. Williamson negli anni settanta, l'esternalizzazione e gli altri fenomeni di disintegrazione verticale dell'impresa sono stati messi in relazione con la diminuzione dei costi di transazione generata dalla diffusione delle nuove tecnologie informatiche.
In questo modo, la grande impresa degli anni cinquanta si muove verso il modello delle imprese a rete, la rete di piccole e medie imprese consorziate per fare massa critica, competere nei mercati internazionali, mantenendo la loro flessibilità produttiva.
Nell'ambito della teoria dei diritti di proprietà, formulata più di recente da Oliver Hart (1995), si è argomentato invece che, non esistendo alcuna relazione monotonica necessaria tra costi di transazione e grado di integrazione verticale, la diffusione dell'esternalizzazione è da ricollegarsi principalmente alla diminuita complementarità degli asset associata con la diffusione delle nuove tecnologie, essendo tale complementarità secondo questa teoria l'unica variabile correlata positivamente con l'integrazione verticale.
Nel primo decennio del XXI secolo, il problema dell'esternalizzazione va ponendosi in modo rilevante anche per le amministrazioni pubbliche italiane, sull'onda della diffusione della teoria economica della regolamentazione.

### Esternalizzazione e costi di produzione
Le teorie sopra descritte non tengono tuttavia in alcun modo conto dei costi di produzione come di una delle possibili determinanti del grado di integrazione/disintegrazione verticale. Altri economisti si sono invece concentrati sui possibili effetti che l'esternalizzazione può avere su tali costi.
I modi individuati attraverso cui l'outsourcing può aumentare l'efficienza produttiva riducendo i costi di produzione sono i seguenti:
1. aumento del livello di specializzazione nello svolgimento di certe attività
2. rifocalizzazione sulle competenze distintive (core competence) dell'impresa
3. aumento della flessibilità dell'impresa, sia operativa che strategica
4. obbligo per l'impresa di sottomettersi alla "disciplina del mercato"
5. sfruttamento dei vantaggi derivanti dall'utilizzo di manodopera a basso costo per lo svolgimento delle mansioni meno qualificate

#### Specializzazione ed economie di scala
Per quanto riguarda le diminuzioni dei costi derivanti dall'aumento della specializzazione conseguente all'outsourcing, queste sono strettamente collegate alle economie di scala, sia statiche che dinamiche, e alle differenti fonti di tali economie: tecniche, organizzative, statistiche e collegate al potere di mercato.
Dal punto di vista della teoria della produzione, Morroni (1992) fa notare che in tale ottica l'esternalizzazione può essere giustificata solo ammettendo la discontinuità della relazione tra costi medi e scala di produzione.
In pratica le attività collaterali, non raggiungendo una scala di produzione minima al di sopra della quale diventa conveniente svolgerle internamente, possono essere utilmente esternalizzate a imprese specializzate in tali attività, che dunque servono più imprese.

#### Competenze distintive ed esternalizzazione: lalean organization
L'esternalizzazione è stata anche affrontata dal punto di vista della gestione strategica, analizzandone pro e contro e cercando di costruire una guida operativa in grado di orientare efficacemente le decisioni degli operatori in materia.
In tale senso sembra orientata la recente letteratura sullo strategic management che ha enfatizzato il ruolo guida chiave delle core competences (Prahalad e Hamel, 1990) o competenze distintive (distinctive capabilities) (Kay, 1993) nelle decisioni di esternalizzazione. In particolare, viene consigliata una strategia di "rifocalizzazione" sulle competenze core dell'impresa attuata tramite l'esternalizzazione delle attività collaterali.
La teoria d'impresa distingue quindi aree aziendali core e non core e nell'ottica della lean organization (dall'inglese letteralmente "organizzazione snella") tutto ciò che non è core business può essere esternalizzato.
Non è core tutto ciò che è parte dei cosiddetti processi di supporto, che, diversamente da quelli primari, non contribuiscono alla creazione di un output (prodotto e/o servizio) che ha un valore percepito dal cliente finale, che ha dunque una domanda di mercato e per il quale il cliente è disposto a pagare un price premium.
La lean organization, focalizzata sui suoi prodotti e sul cliente, dovrebbe essere più competitiva e avere maggiori possibilità di crescita e profitto.
Perciò, in tale ottica l'esternalizzazione non è limitata alle imprese in difficoltà economiche, che altrimenti potrebbero fallire o licenziare. È praticata, anche più diffusamente da quelle con forti utili e investimenti per la crescita, dalle imprese che sono nel settore cash cow di una matrice Boston Consulting Group. Per tenere il trend di crescita, le imprese devono investire, ma anche riorganizzarsi al meglio, e per fare investimenti, talora si reperiscono risorse tagliando i costi.
Ciononostante, è importante notare come una tale strategia può comportare una diminuzione dei costi di produzione solo ipotizzando implicitamente che lo sviluppo delle competenze distintive implichi necessariamente costi fissi. In pratica, dunque, questo modo di guardare al problema non è differente dal precedente, che mette in risalto i vantaggi in termini di aumentata specializzazione produttiva.

#### Esternalizzazione come fenomeno guidato dall'offerta
Ancora riguardo ai vantaggi della specializzazione, è interessante osservare che, come notato da alcuni economisti, la recente diffusione dell'esternalizzazione può essere anche letta come un fenomeno supply-driven, ossia guidato dall'offerta.
Domberger (1998) ad esempio osserva che la quantità crescente di imprese che forniscono servizi alla produzione può essere vista anche come una delle cause, oltre che l'effetto, della crescente diffusione dell'esternalizzazione di servizi, in quella che è una sorta di retroazione almeno in parte auto-alimentata.

#### Esternalizzazione e flessibilità
Alcuni studi hanno anche evidenziato come l'esternalizzazione possa di fatto aumentare la flessibilità delle imprese attraverso la riduzione dei costi di adattamento (adjustment costs).
A questo riguardo va innanzitutto distinta la flessibilità operativa da quella strategica. La prima si riferisce alla capacità delle imprese di adattare la quantità e le caratteristiche della produzione entro un intervallo ben definito di alternative. La flessibilità strategica al contrario può essere definita come la capacità dell'impresa di rispondere in modo efficace ai cambiamenti del contesto (Sanchez, 1995).
Le determinanti della flessibilità, sia strategica che operativa, sono sia di ordine tecnico sia organizzativo.
Assumendo che i costi di adattamento aumentino in modo più che proporzionale con la dimensione assoluta dell'adattamento richiesto, l'esternalizzazione può di fatto ridurre i costi distribuendoli tra più imprese (cfr. ad es. Carlsson, 1989; Domberger, 1998).
Inoltre, si è notato come l'esternalizzazione possa anche aumentare la flessibilità strategica diminuendo la dimensione dell'impresa e quindi aumentando la velocità nell'adozione delle nuove tecnologie (Dean, Brown, e Bamford, 1998).
Molti autori hanno anche evidenziato il ruolo prominente dell'esternalizzazione nella gestione delle risorse umane nel contesto dell'accresciuta ricerca di flessibilità del lavoro (cfr. ad es. Richbell, 2001; Marsden, 2004).
Strettamente connessa a questo problema è la questione circa la natura della relazione esistente tra flessibilità interna dell'impresa e il cd external job churning. Alcuni economisti ipotizzano infatti che il costante tentativo di abbattimento dei costi fissi delle imprese attraverso riorganizzazione della produzione abbia in particolare portato alla sostituzione della flessibilità interna nell'uso del lavoro con un external churning (letteralmente "sommovimento esterno") dei lavoratori. In pratica si argomenta che, mentre prima le imprese sopportavano il costo di risorse umane inutilizzate nei periodi di bassa domanda, oggi cercano di "esternalizzarlo", creando così la necessità che siano i lavoratori stessi a sopportare il costo della riallocazione.
In un lavoro empirico, Cappelli e Neumark (2004) hanno testato questa ipotesi contro quella alternativa di complementarità della flessibilità interna ed esterna del lavoro, trovando alcune evidenze in favore della prima, almeno nel caso delle imprese manifatturiere statunitensi.

#### Esternalizzazione e "disciplina del mercato"
Si è anche argomentato da parte di alcuni economisti che la diffusione dell'esternalizzazione sia in parte dovuta alla necessità che le imprese, sia pubbliche che private, sentono di sottomettersi alle leggi di mercato per aumentare l'efficienza allocativa delle risorse che utilizzano.
Così, ad esempio, Domberger (1998) sottolinea come molte imprese private, e la maggior parte delle organizzazioni che operano nel settore pubblico, non sono in grado di stimare il costo su base disaggregata dei servizi collaterali alla produzione che svolgono e questo inevitabilmente allenta la possibilità di controlli sul budget. Di conseguenza, mentre una stima dei costi basati sull'attività non è una soluzione praticabile quando queste attività sono svolte internamente, lo diventa non appena sono esternalizzate, perché si acquistano ad un prezzo di mercato ben determinato. Questo, insieme alla scissione delle figure di colui che fornisce il servizio e colui che lo acquista, dovrebbe avere effetti positivi sull'efficienza complessiva.

#### Esternalizzazione e differenziali salariali

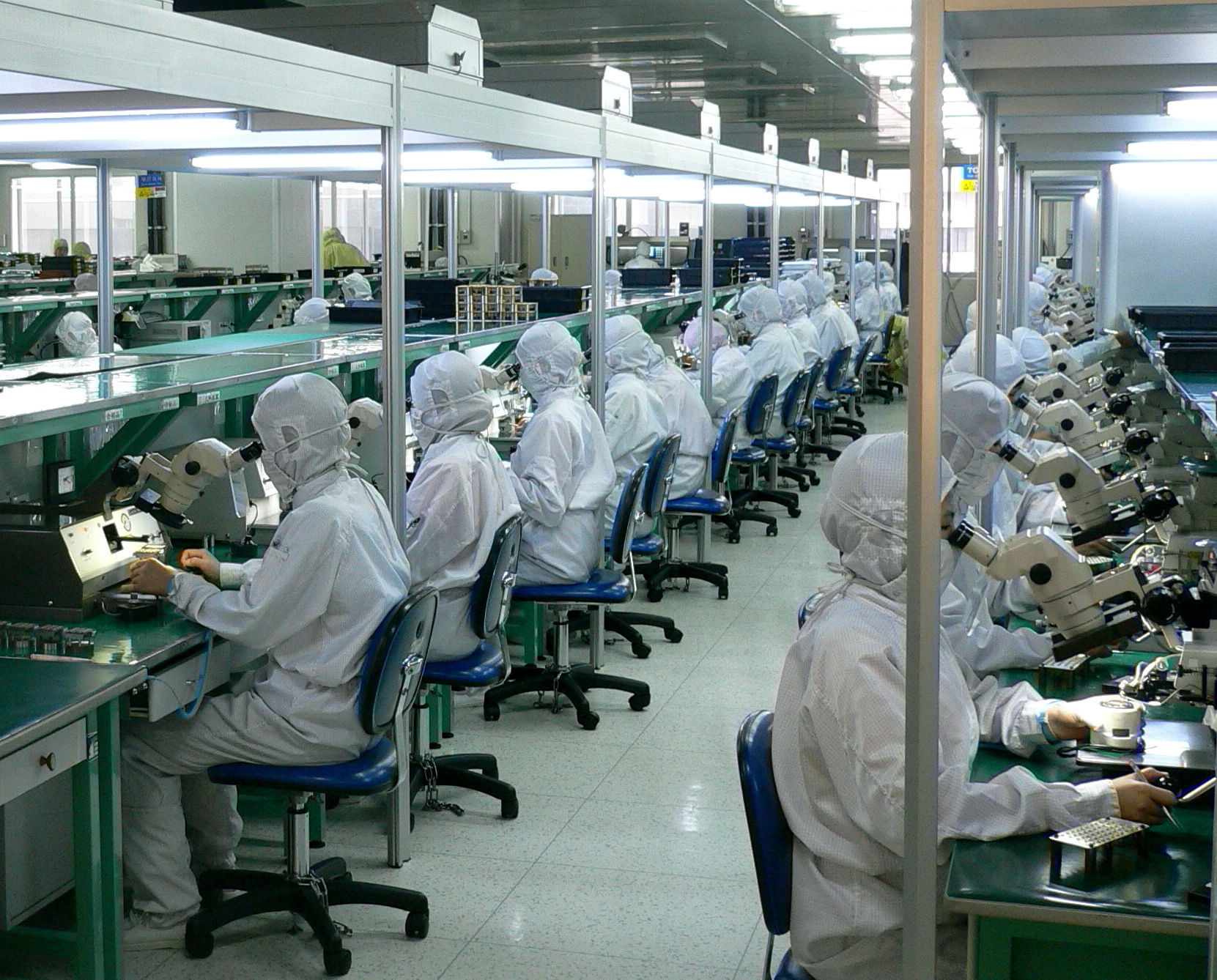
Migliaia di operai in una fabbrica cinese assemblano e collaudano sistemi a fibre ottiche.

Un ruolo importante tra le determinanti dell'esternalizzazione, in particolare internazionale, è giocato dalle differenze nel costo del lavoro.
Per quanto riguarda i confini interni, si argomenta che l'esternalizzazione di fasi di produzione, diminuendo la dimensione delle imprese coinvolte nel processo, diminuisce così anche il grado di sindacalizzazione degli operai, indebolendone la forza relativa nelle rivendicazioni salariali.
Ma i differenziali salariali giocano un ruolo indubbiamente più importante nelle decisioni di delocalizzazione, che a volte comportano anche esternalizzazione internazionale, operate dalle imprese dei paesi più sviluppati che sfruttano così i vantaggi comparati dei paesi in via di sviluppo nella produzione dei beni ad alta intensità di lavoro.
Il ruolo svolto da tali fattori nelle decisioni di esternalizzazione internazionale, e più in generale nei fenomeni di specializzazione verticale e frammentazione internazionale, è l'oggetto di un numero crescente di lavori di taglio sia teorico che empirico.
Si discute in particolare su quale sia stato l'effetto delle decisioni di delocalizzazione e esternalizzazione sulla cresciuta diseguaglianza sociale sperimentata dalle economie sviluppate negli ultimi anni, in particolare il cosiddetto high-skill bias della domanda di lavoro, che ha portato a una crescita dei differenziali salariali tra cd colletti bianchi (in inglese white collar o high-skill labor) e colletti blu (in inglese blu collar o low-skill labor).

## Il contratto di esternalizzazione
Dal punto di vista giuridico, l'esternalizzazione può essere definita come "l'accordo con cui un soggetto (committente o outsourcee) trasferisce in capo ad un altro soggetto (outsourcer, o provider, o vendor, o partner) alcune funzioni necessarie alla realizzazione del proprio scopo imprenditoriale". Recentemente la Cassazione se ne è occupata definendola come "il fenomeno che comprende tutte le possibili tecniche mediante cui un'impresa dismette la gestione diretta di alcuni segmenti dell'attività produttiva e dei servizi che sono estranei alle competenze di base (l'attività centrale)" (sentenza n.21287/2006).
Si tratta di un negozio giuridico nato dalla prassi di Common law che non ha una disciplina specifica nell'ordinamento italiano e rientra dunque nei contratti atipici.
L'esternalizzazione può di fatto avvenire in molti modi e le parti possono regolarla utilizzando sia contratti tipici che contratti misti. I negozi tipici più utilizzati a tale scopo sono:
- il contratto d'appalto
- il contratto d'opera
- la subfornitura

In campo non tecnico-giuridico a volte si utilizza erroneamente il concetto di outsourcing quando invece si tratta di un ordinario acquisto di opere/prodotti o servizi/lavorazioni: i due ambiti sono nettamente distinti. Questa confusione è tipica, ad esempio, quando applicata a servizi di consulenza o del terziario avanzato. L'esternalizzazione sottintende sempre un mandato, caratteristica che la qualifica rispetto ad altre situazioni similari.

### Tutela dei dipendenti in caso di trasferimento o cessione del ramo di azienda
Diritti e tutela in caso di cessione di ramo d'azienda riguardano essenzialmente il contratto di lavoro pregresso.
Il lavoratore non ha la garanzia di essere ceduto ad un'azienda che ha analoghe prospettive industriali e di crescita professionale personali, misurabili come fatturato, utile e quota di mercato, numero di dipendenti o produttività del lavoro. La legge non prevede restrizione alla libertà di cessione nemmeno ad azienda in utile e in forte crescita, e dunque con un'elevata produttività del lavoro (fatturato e utile per addetto).
Le normative di interesse sono:
1. art. 2112 del Codice Civile (6 commi)
2. art. 47, legge 428/1990 (6 commi)
3. artt. 1 e 2 del Decreto Lgs. 18/2001 (sostituisce l'intero articolo di cui al punto 1) e i commi da 1 a 4 di cui al punto 2))
4. artt. 31 e 32 (Titolo IV) del Decreto Lgs. 276/2003 (integra il comma 5 di cui al punto 1) e ne aggiunge un sesto)

In ambito comunitario:
1. la Direttiva 1977/187/CE, non più vigente, per promuovere l'armonizzazione delle legislazioni nazionali relative al mantenimento dei diritti dei lavoratori e chiedere ai cedenti e ai cessionari di informare e consultare in tempo utile i rappresentanti dei lavoratori
2. la Direttiva 1975/129/CEE del Consiglio, del 17 febbraio 1975, concernente il ravvicinamento delle legislazioni degli Stati membri in materia di licenziamenti collettivi(5), e delle norme legislative già in vigore nella maggior parte di essi
3. la Direttiva 80/987/CEE del Consiglio, del 20 ottobre 1980, concernente il ravvicinamento delle legislazioni degli Stati membri relative alla tutela dei lavoratori subordinati in caso di insolvenza del datore di lavoro;
4. la Direttiva 1998/50/CE
5. la Direttiva 2001/23/CE del Consiglio, del 12 marzo 2001, concernente il ravvicinamento delle legislazioni degli Stati membri relative al mantenimento dei diritti dei lavoratori in caso di trasferimenti di imprese, di stabilimenti o di parti di imprese o di stabilimenti
6. la Direttiva 2002/14/CE

La cessione di ramo d'azienda dovrebbe avere un carattere di eccezionalità, ma nell'individuazione delle persone non esiste un limite al numero di cessioni di ramo d'azienda in cui un dipendente può essere coinvolto nell'arco della vita lavorativa.
L'art. 2112 del codice civile disciplina il trasferimento del ramo di azienda o della cessione di un suo ramo autonomo. La norma prevede che il rapporto di lavoro prosegue con l'imprenditore che subentra, ed il lavoratore conserva tutti i diritti che aveva in precedenza. L'art. 47 della legge 29 dicembre 1990 n. 428, ribadisce che, in caso di trasferimento di azienda, il rapporto di lavoro continua con l'acquirente e il lavoratore conserva tutti i diritti che ne derivano. Introduce la non-applicabilità della tutela ai lavoratori che restano alle dipendenze dell'azienda alienante, e che siano eventualmente assunti dall'acquirente in data successiva al trasferimento di azienda. Salvo questo caso, il nuovo contratto di lavoro non può essere peggiorativo nel caso di fusione o acquisizione, e quindi il trattamento retributivo globale del lavoratore, il livello di inquadramento e la mansione corrispondente devono essere uguali o migliori di quelle del rapporto di lavoro precedente. Analoga considerazione non è valida per gli eventuali contratti integrativi interni, stipulati a livello aziendale fra sindacati e imprenditore. Se il sindacato firma un accordo favorevole all'esternalizzazione o ad una fusione, il lavoratore perde tutti i benefit e bonus che erano contemplati nel contratto di secondo livello dell'azienda di provenienza, conformandosi al contratto di secondo livello dell'azienda di destinazione, che otre e non prevedere benefit e bonus.
Prima della riforma Treu la cessione doveva preservare l'unità e il valore economico dell'azienda, e tipicamente riguardava cespiti non strumentali all'attività produttiva, quali tipicamente i servizi di pulizia e sorveglianza e altri processi di supporto, che non erano visti e non creavano valore economico per il cliente finale. Era definito ramo d'azienda un'entità funzionale ed autonoma all'interno del perimetro d'impresa. La legge prevedeva tre requisiti:
- autonomia
- funzionalità
- preesistenza del ramo rispetto al momento della cessione

In base a questi requisiti, potevano essere cedute società, divisioni, reparti o unità funzionali che erano anche strumentali all'attività produttiva.
Il requisito di funzionalità e autonomia restringeva l'ambito delle aree esternalizzabili, ed è stato abrogato per un certo periodo; con la legge del 5 luglio 2002 erano le parti contraenti a definire il ramo d'azienda, che viene a poter essere praticamente qualunque ambito d'impresa. Il Decreto Lgs. n. 18 del 21 febbraio 2001 sostituisce l'art. 2112 del Codice Civile e i primi 4 commi della 428/1990.
La Direttiva 2001/23/CE è sostanzialmente identica alla 1977/87/CE, amplia le tipologie contrattuali di applicazione, estendendola ai contratti a tempo determinato e interinali (art. 1), mentre limita in modo altrettanto forte le situazioni di impresa. L'art. 5 limita drasticamente l'applicazione delle tutele dei lavoratori in caso di "procedura fallimentare o analoga situazione di insolvenza,[...], o in caso di grave crisi economica quale definita dal diritto nazionale, purché tale situazione sia dichiarata da un'autorità pubblica competente e sia aperta al controllo giudiziario". Infine, al comma 4 di tale articolo, non recepito dalle leggi italiane, la Direttiva prevedeva il rischio di abusi, di trasferimenti di lavoratori ad aziende fatte fallire, con lo scopo di licenziare e/o di cedere ad altre aziende quote di debiti dell'impresa: "Gli Stati membri adottano gli opportuni provvedimenti al fine di impedire che l'abuso delle procedure di insolvenza privi i lavoratori dei diritti loro riconosciuti a norma della presente direttiva".
Il Decreto Lgs. 18/2001 recepisce la Direttiva e modifica la 128 del 1990, ma non negli ultimi due commi, appunto quelli che già prevedevano restrizioni al mantenimento dei diritti dei lavoratori in caso di trasferimento d'azienda.
La legge n. 223 del 23 luglio 1991 afferma un principio nella direzione opposta della libertà di licenziamento. Con la nozione di licenziamento collettivo, per riduzione o trasformazione dell'attività, si presenta la possibilità di licenziare con la causale di esigenze tecnico-produttive. In caso di cessione di ramo d'azienda, o in un periodo precedente di ridimensionamento dell'azienda, questa legge può essere utilizzata, in contrasto con la giurisprudenza successiva. Nel 1991, questa legge e il precedente decreto citato anticipano una successiva tendenza della giurisprudenza europea, manifestata con la Direttiva del 2001.
La Direttiva 2001/23/CE è richiamata dalla seguente Direttiva 2002/14/CE, che impone di conciliare obblighi informativi e di consultazione dei sindacati con le esigenze di riservatezza aziendali, unitamente a sanzioni pecuniarie e penali, in merito all'andamento presente e alla probabile evoluzione dei risultati economici e dell'occupazione.
La Legge n. 39 del 1º marzo 2002 ha dato delega al Governo per l'attuazione di varie direttive comunitarie, fra le quali è citata la Direttiva 2001/23/CE. Con questo atto era inteso da parte del Parlamento che si rendevano necessarie modifiche e/o integrazioni al vigente Decreto Lgs. 18/2001, che questo non attuava completamente la Direttiva comunitaria.
Il Patto per l'Italia del 5 luglio 2002 (o "Patto Scellerato" come fu chiamato da alcuni all'epoca, Rassegna Online - Governo, Patto per l'Italia, documento integrale Archiviato il 17 marzo 2008 in Internet Archive.) prevedeva la revisione del Decreto Lgs. 18/2001 per la parte che modifica l'art. 2112 del Codice Civile, e il recepimento della Direttiva 2001/23/CE, in materia di armonizzazione dei diritti dei lavoratori in caso di trasferimento d'azienda ().
Il successivo Decreto Lgs. n. 276 del 10 settembre 2003, art.32, (recante "Attuazione delle deleghe in materia di occupazione e mercato del lavoro, di cui alla Legge n. 30 del 14 febbraio 2003, la Legge Biagi) modifica il quinto comma all'art. 2112 del Codice Civile, aggiungendovi una nuova definizione di trasferimento di ramo d'azienda: "Qualsiasi operazione che, in seguito a cessione contrattuale o fusione, comporti il mutamento nella titolarità di un'attività economica organizzata, con o senza scopo di lucro, preesistente al trasferimento e che conserva nel trasferimento la propria identità a prescindere dalla tipologia negoziale o dal provvedimento sulla base del quale il trasferimento è attuato ivi compresi l'usufrutto o l'affitto di azienda. Le disposizioni del presente articolo si applicano altresì al trasferimento di parte dell'azienda, intesa come articolazione funzionalmente autonoma di un'attività economica organizzata, identificata come tale dal cedente e dal cessionario al momento del suo trasferimento" (). Introduce anche un sesto comma, all'art. 2112 del Codice Civile, che interessa un altro ambito, quello dei rapporti del subappaltatore con i fornitori.
Diversamente da quanto previsto il 5 luglio 2002, il citato Decreto 276/2003 non modifica (nemmeno ne fa menzione) né la 428/1990 né il Decreto Lgs. 18/2001, ma opera direttamente sull'art. 2112 del Codice Civile. Recepisce la Direttiva 2001/23/CE e la successiva 2002/14/CE dell'11 marzo 2002 (EUR-Lex - 32002L0014 - IT) in tema di armonizzazione delle norme di informazione e consultazione dei lavoratori.
Il Decreto del 2003 ribadisce che l'individuazione dell'area da esternalizzare spetta all'azienda alienante e all'acquirente, come nella precedente normativa del 5 luglio 2002, e il fatto che debba essere "funzionalmente autonoma", ed elimina gli ampi ambiti di esternalizzazione, introdotti dal precedente provvedimento. L'esternalizzazione di un ramo d'azienda, sebbene individuabile direttamente dai contraenti, ne risulta impugnabile se non rispetta i requisiti di autonomia e funzionalità. Il Decreto Lgs. 276/2003 non ripristina, tuttavia, il requisito di preesistenza ("articolazione funzionalmente autonoma...identificata come tale..al momento del suo trasferimento").
La tutela dell'art. 2112 non è estesa esplicitamente alla totalità dei dipendenti dell'impresa alienante, e la legge n. 428 del 1990 comma 5, non più modificata, ammette la sua disapplicazione in parte o a tutti i dipendenti dell'impresa cedente. Il comma 6 opera in modo analogo nei confronti di quanti, rimasti presso l'azienda alienante, sono assunti dall'acquirente in data successiva al trasferimento di azienda. Il Decreto Lgs. n. 18 del 2001 modifica i commi da 1 a 4 di tale legge, mentre gli ultimi due, citati prima, sono tuttora vigenti nel testo originario.
Il requisito di funzionalità impediva di esternalizzare personale di aree funzionali o sedi di lavoro differenti, oppure la situazione anomala di una persona esternalizzata, mentre la collega che svolge la stessa mansione, possa continuare a lavorare per l'azienda acquirente.
Per eliminare delle aree aziendali, si creava un unico "contenitore-ramo d'azienda" nel quale, dalle più varie funzioni aziendali, sono trasferite le persone che si intende cedere all'esterno. La scelta sull'esternalizzazione si è spostata in questo modo da una strategia d'impresa impersonale, che giudica le mansioni, ad un giudizio sulle singole risorse umane, potenzialmente discriminatorio e iniquo.
Secondo l'articolo 2112, la decisione di cessione da parte dell'imprenditore non può essere unilaterale e vige l'obbligo di esame congiunto con le rappresentanze sindacali; in assenza dell'esame congiunto, la legge configura esplicitamente un reato di condotta antisindacale, in capo all'imprenditore.
Il principio non vale solo nel caso dei diritti disciplinati dalla legge o dal contratto, ma anche nel caso in cui il diritto del lavoratore trovi il proprio fondamento nella prassi aziendale, in una volontà del datore di lavoro che si è tradotta in un uso consolidato nel tempo.
L'art. 2558 codice civile regola la continuazione dei contratti di lavoro a carattere non personale e ribadisce che "l'acquirente dell'azienda subentra nei contratti stipulati per l'esercizio dell'azienda stessa (che non abbiano carattere personale)".
Analogo principio è sancito dalla direttiva della CEE n. 187 del 14 febbraio 1977, (modificata dalla direttiva n.50 del 1998, v.), la quale stabilisce che, in caso di cessione di azienda, il trasferimento all'impresa cessionaria del rapporto di lavoro dei dipendenti addetti dell'azienda ceduta ha luogo automaticamente.
La Corte di Giustizia Europea, con la decisione del 24 gennaio 2002, ha però affermato la facoltà dei dipendenti di opporsi al trasferimento presso la cessionaria.
La Corte di Cassazione (Cass. Sez. Lavoro n. 19379 del 28 settembre 2004) ha stabilito che la richiesta del dipendente, a cessione avvenuta, di riprendere servizio presso la cedente, dove lavorava in precedenza, costituisce la rinuncia al trasferimento del rapporto di lavoro all'acquirente, ma non rappresenta una richiesta di cessazione del rapporto di lavoro. Per effetto di tale rinuncia, il lavoratore resta dipendente dell'impresa cedente.
Se il dipendente non è iscritto ai sindacati che sottoscrivono l'accordo (perché membro di un sindacato interno minoritario oppure non iscritto ad alcuna rappresentanza sindacale), non esiste alcun accordo di cessione di ramo d'azienda fra lui e il datore di lavoro, per cui il trasferimento all'impresa acquirente rappresenta una decisione unilaterale dell'imprenditore, che è inefficace.
Tale interpretazione vale anche quando i sindacati firmatari hanno per iscritti (e quindi rappresentano) una larga maggioranza dei dipendenti. L'estensibilità dei contratti ai non iscritti al sindacato non è infatti prevista per i contratti a livello di singola azienda e imprenditore.
Il dipendente ha diritto ad un nuovo contratto di lavoro che preveda lo stesso contratto nazionale di riferimento, livello di inquadramento e relativa mansione, retribuzione lorda annua e modalità di pagamento, tipologia (a termine o contratto a tempo indeterminato).
Se la cessione di ramo d'azienda avviene all'interno dello stesso gruppo, essa è trasparente ai dipendenti che si accorgono di un semplice cambiamento della ragione sociale nel cedolino della busta paga.
Se la cessione avviene fra società non appartenenti allo stesso gruppo, allora viene chiuso il precedente contratto con liquidazione del trattamento di fine rapporto (TFR), e il lavoratore deve firmare un nuovo contratto.
La garanzia di un contratto a tempo indeterminato può essere limitata in vari modi:
-cessione ad una piccola società o cooperativa che fallisce dopo alcuni anni: il licenziamento è molto probabile in caso di fallimento;.
-cessione ad una società controllata, creata ad hoc dall'azienda acquirente. Può essere un'impresa a termine, ad esempio una joint venture con la società cedente, legata ad un progetto, in cui nell'Atto Costitutivo è scritto chiaramente che sarà sciolta alla sua naturale scadenza; oppure un'impresa a termine che lavora su commessa, legata ad un appalto con la società cedente, e che assume a tempo indeterminato con la clausola di licenziamento non appena gli appalti terminano.
Con la flessibilità introdotta nella cessione del ramo d'azienda, e nelle tutele per la riassunzione dei lavoratori, viene meno di fatto anche la stabilità di reddito, spesso attribuita al lavoro a tempo indeterminato.
L'art. 2112 impone il mantenimento dei contratti collettivi a tutti i livelli, non la contrattazione individuale. Benefit, superminimo e altre condizioni di maggior favore, scritte nel contratto di assunzione, sono perse durante un trasferimento di azienda.
L'art. 2112 tutela la retribuzione e la mansione, non la stabilità del posto di lavoro. I precedenti vincoli di autonomia, funzionalità, preesistenza al momento della cessione, riducevano le casistiche di esternalizzazione, ma non garantivano ugualmente la stabilità. È comune avere delle piccole società, reparti o funzioni (rispondenti ad autonomia, funzionalità e preesistenza) con meno di 15 dipendenti da cedere ad aziende che ugualmente non superano tale soglia. Al lavoratore esternalizzato è garantita la tutela obbligatoria, le 4 mensilità con cui può essere licenziato da un'azienda che ha meno di 15 dipendenti, non la tutela reale.
Le citate Direttive 1977/187/CE e 2001/23/CE, all'art. 4, non applicato nell'ordinamento italiano vigente, prevedono che Gli Stati membri possono prevedere che il primo comma non si applichi a talune categorie delimitate di lavoratori non coperti dalla legislazione o dalla prassi degli Stati membri in materia di tutela contro il licenziamento.
La cessione di ramo d'azienda è illegittima se non sussiste l'autonomia funzionale dell'unità ceduta rispetto al cedente, che devono essere due soggetti economici e giuridici separati. Ad esempio l'esternalizzazione potrebbe essere un modo per applicare retribuzioni minori o licenziare del personale. L'accertamento dei requisiti di imprenditorialità di chi acquisisce il ramo di azienda, in termini di organizzazione dei mezzi e gestione del rischio, è essenziale per stabilire la legittimità della cessione. La simulazione e frode di una cessione d'azienda, tramite l'interposizione di un soggetto terzo non imprenditore, facente riferimento a datore di lavoro originale, potrebbe risultare conveniente perché:
- sotto i 15 dipendenti, esiste libertà di licenziamento (si applica la tutela obbligatoria, non la tutela reale), un licenziamento individuale è molto meno costoso di uno collettivo, che prevede, fra l'altro, un'indennità di mobilità;
- passando all'azienda ceduta, il lavoratore perde benefit e superminimi individuali, salvo che vi sia un sindacato interno, e un accordo fra questi e il cedente che preveda di mantenere superminimi individuali;
- il cedente può attribuire al cessionario quote di debiti e un minimo di proprietà, insufficiente a garantire la copertura degli oneri di un licenziamento collettivo o di un fallimento: i dipendenti, per ottenere le proprie spettanze, l'indennità di mobilità o eventuali risarcimenti potrebbero esercitare diritto di rivalsa e pignoramento limitatamente alla frazione di patrimonio conferita al cessionario, e ai diritti degli altri creditori.

#### Volontarietà del lavoratore
L'art. 1406 c.c. attribuisce valore decisivo al consenso del contraente ceduto.
In base all'art 2112 c.c. il passaggio alle dipendenze del cessionario è automatico, e non richiede nemmeno una preventiva informazione dei lavoratori.
L'art. 2112 pone questo automatismo insieme ad altre tutele per i lavoratori, quindi non come strumento di flessibilità, quanto come tutela della stabilità occupazionale.
In alcuni ordinamenti europei, è espressamente previsto il diritto di opposizione del lavoratore alla cessione, anche in presenza di accordo con le rappresentanze sindacali.
La Corte di Giustizia Europea ha chiarito che il diritto di opposizione è da intendersi come libertà dei lavoratori di scegliere il proprio datore, come impossibilità di obbligare un dipendente a passare alle dipendenze del cessionario.
In alcuni casi, la possibilità di rifiuto del lavoratore è subordinata ad un effettivo peggioramento delle condizioni retributive e/o di lavoro, ovvero è comunque consentita in quanto parte delle sue libertà fondamentali di persona.
La Corte di Giustizia UE ha delegato gli Stati membri a disciplinare le conseguenze giuridiche ed economiche del rifiuto di passare al cessionario. Nell'ordinamento italiano ciò configura giusta causa di licenziamento per il cessionario, e comporta la cessazione del rapporto di lavoro.
Altrove, il lavoratore ha il diritto alla reintegra in altri reparti, in analoga mansione o in mansioni peggiorative nell'azienda cedente. Se è facile per il datore provare l'indisponibilità di posizioni di un certo tipo, l'assunzione di personale con compentenze analoghe o in posizioni con job description paragonabile a quelle del personale oggetto di cessione, costituisce prova a favore di un reintegro dei lavoratori esternalizzati.
Nel caso di possibile reintegra nella cedente, a seguito del rifiuto, diventa più rilevante il confronto fra vecchie e nuove condizioni di lavoro, come condizione restrittiva per l'ammissione al beneficio della reintegra nell'azienda cedente.

##### Diritto di opposizione e azienda dematerializzata
Il diritto di opposizione deriva dal fatto che la normativa deve tutelare due diritti costituzionali, il fondamentale e prevalente diritto al lavoro e ad un'occupazione stabile, con la libertà di impresa. Ne scende che il diritto di opposizione non sussiste laddove il rapporto di lavoro sia trasparente e insensibile alle variazioni della proprietà imprenditoriale.
Ne sono un esempio le cessioni di filiali da una banca all'altra, che eventualmente comportano una variazione delle procedure informatiche e delle esigenze di formazione del personale, a fronte di un servizio erogato che resta il medesimo. Più in generale, dove la cessione riguarda beni strumentali e fisici oggetto di ammortamento, è più probabile che non vi sia un mutamento del mansionario dei dipendenti ceduti, e quindi del contratto collettivo applicabile, e delle condizioni retributive e di lavoro.
La giurisprudenza non prevedeva un diritto di opposizione perché i casi di cessione erano molto meno frequenti prima degli anni novanta, e l'oggetto delle stesse riguardava aziende a forte intensità di capitale in cui la cessione comportava variazioni molto meno significative delle condizioni di lavoro. La cornice della normativa evolve radicalmente con l'avvento di piccole aziende fondate sulle conoscenze specifiche dei dipendenti, piuttosto che su beni strumentali, e la nuova dimensione del fenomeno di esternalizzazione.

#### Nullità dell'esternalizzazione e reintegra
La legge italiana sanziona le false esternalizzazioni, finalizzate alla messa in mobilità e al licenziamento dei lavoratori. La dichiarazione di illegittimità comporta la reintegra del lavoratore in capo al precedente datore di lavoro.
La disciplina è la stessa per la somministrazione di lavoro, secondo la legge 176 del 1993 e la consolidata giurisprudenza precedente, che tale decreto va a sostituire.

## Dimensioni del fenomeno
Allo stato attuale le pratiche di esternalizzazione si vanno sempre più diffondendo tra le imprese, sia pubbliche che private, e tendono a coprire variegate attività produttive, dalla progettazione alla logistica.
L'outsourcee viene visto come lo "specialista" nelle attività "trascurate" dal committente (outsourcer), poiché fa di queste la propria attività principale.
Questo fenomeno viaggia in parallelo con quello della riorganizzazione della produzione su scala globale, strategia a volte indicata con il termine approvvigionamento globale,o global sourcing.
Di fronte alla crescenti dimensioni del fenomeno cominciano a levarsi le prime voci critiche. In particolare, alcuni avvertono contro i pericoli insiti nel massiccio ricorso alle pratiche di esternalizzazione per lo sviluppo di lungo periodo delle imprese. L'uso indiscriminato di tali pratiche tenderebbe infatti a privare le imprese di alcune attività, che, sebbene ad una valutazione focalizzata sul breve e medio termine possono risultare non core, diventano centrali laddove l'ottica si sposti sulla crescita di lungo periodo. Tale critica si riallaccia ad una più generale di "miopia" dei mercati, accusati di privilegiare sistematicamente le imprese che adottano strategie orientate all'ottenimento di profitti a breve termine, senza considerarne adeguatamente le conseguenze nel lungo.